# Skydance Media
Skydance Media (ранее была известна как Skydance Productions) — американская кинопроизводственная компания, основанная Дэвидом Эллисоном на базе Paramount Pictures в Голливуде, Калифорния в 2006 году. Компания собрала 350 миллионов долларов для совместного производства и софинансирования фильмов с Paramount Pictures, возможное слияние с Paramount Global.

## Фильмография

### Фильмы
| Релиз            | Название                                          |
| ---------------- | ------------------------------------------------- |
| 22 сентября 2006 | Эскадрилья «Лафайет»                              |
| 22 декабря 2010  | Железная хватка                                   |
| 21 декабря 2011  | Миссия невыполнима: Протокол Фантом               |
| 19 декабря 2012  | Проклятие моей матери                             |
| 21 декабря 2012  | Джек Ричер                                        |
| 28 марта 2013    | G.I. Joe: Бросок кобры 2                          |
| 16 мая 2013      | Стартрек: Возмездие                               |
| 21 июня 2013     | Война миров Z                                     |
| 17 января 2014   | Джек Райан: Теория хаоса                          |
| 1 июля 2015      | Терминатор: Генезис                               |
| 31 июля 2015     | Миссия невыполнима: Племя изгоев                  |
| 22 июля 2016     | Стартрек: Бесконечность                           |
| 21 октября 2016  | Джек Ричер 2: Никогда не возвращайся              |
| 24 марта 2017    | Живое                                             |
| 2017             | Телохранитель киллера                             |
| 20 октября 2017  | Геошторм                                          |
| 23 февраля 2018  | Аннигиляция                                       |
| 27 июля 2018     | Миссия невыполнима: Последствия                   |
| 11 октября 2019  | Гемини                                            |
| 1 ноября 2019    | Терминатор: Тёмные судьбы                         |
| 13 декабря 2019  | Призрачная шестёрка                               |
| 10 июля 2020     | Бессмертная гвардия                               |
| 2 июля 2021      | Топ Ган: Мэверик                                  |
| 23 июля 2021     | Война будущего                                    |
| 22 октября 2021  | G.I. Joe: Бросок кобры. Снейк Айз                 |
| 14 июля 2023     | Миссия невыполнима: Смертельная расплата. Часть 1 |

### Телесериалы
- 2014-2015 — Манхэттен / Manhattan
- 2015 — Грейс и Фрэнки / Grace and Frankie
- Анонс — Steins;Gate[2]